# Wolfgang Luderer
Wolfgang Luderer (* 4. September 1924 in Dresden; † 2. März 1995 in Berlin) war ein deutscher Drehbuchautor und Regisseur. Bekannt sind seine Regiearbeiten zu Serien wie Fernsehpitaval, Zur See und Forsthaus Falkenau. 

## Leben und Wirken
Wolfgang Luderer war der Vater der Schauspielerin Ulrike Luderer und der Bruder der Schauspielerin Renate Luderer.

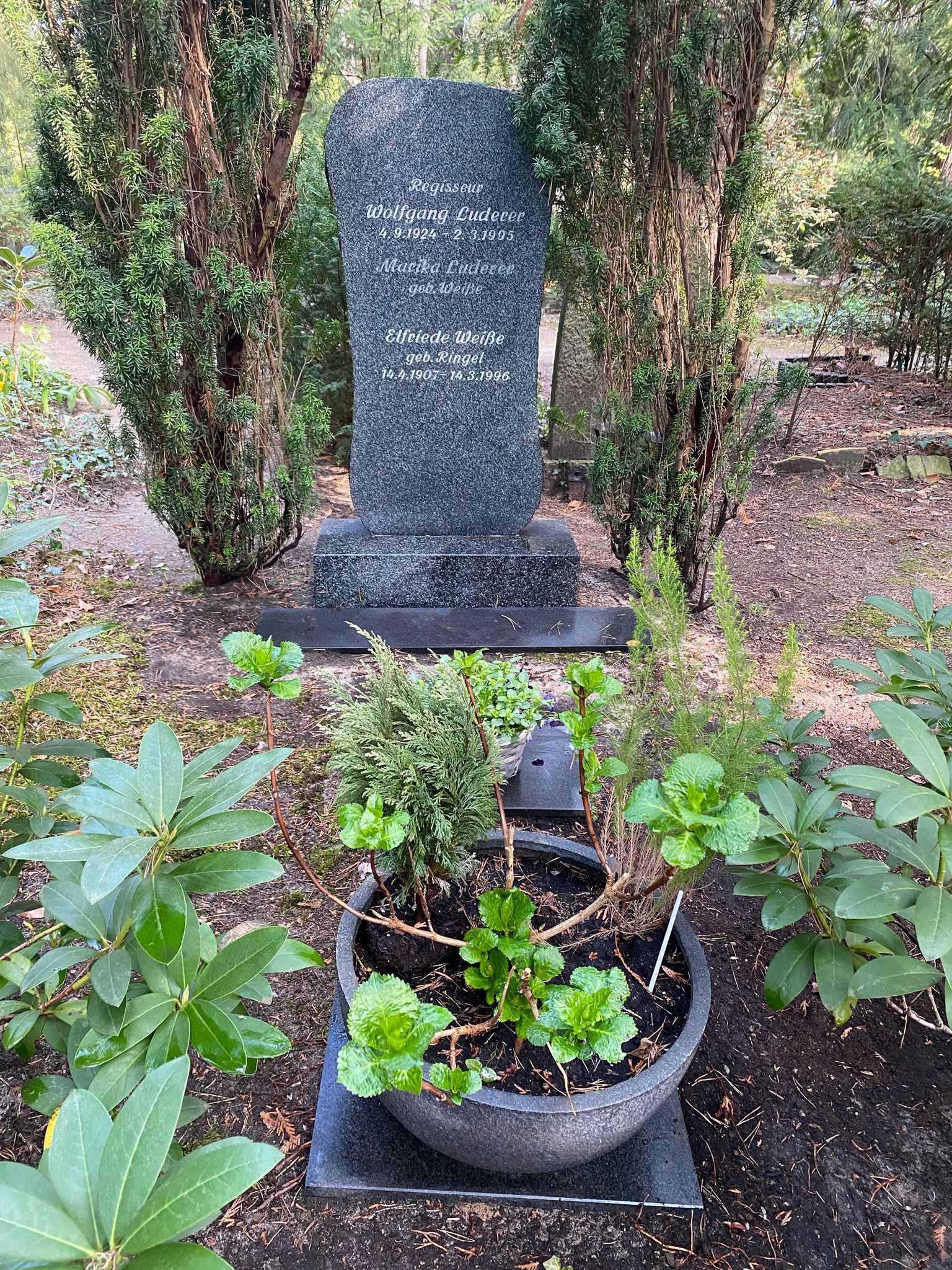
Grabstätte auf dem Waldfriedhof Kleinmachnow

Luderers Wirken für den Film begann Anfang der 1950er-Jahre beim DEFA-Studio für Spielfilme in Potsdam-Babelsberg als Regie-Assistent. In dieser Funktion wirkte er unter anderem an Corinna Schmidt und Die Unbesiegbaren von Arthur Pohl mit. Ab Mitte der 1950er-Jahre realisierte er erste eigene Regie-Arbeiten zunächst beim DEFA-Studio für populärwissenschaftliche Filme. In dieser Zeit schrieb er auch erste Szenarien und Drehbücher. Danach arbeitete er vor allem für das Fernsehen in der DDR, wobei viele seiner Fernseharbeiten bei der DEFA hergestellt wurden. So führte er von 1958 bis 1975 in etwa 30 Filmen und Fernsehspielen der Fernsehpitaval-Reihen Regie. Luderer drehte aber auch weiterhin Filme für das Kino, so zum Beispiel die Lustspielfilme Der Reserveheld und Meine Freundin Sybille mit Rolf Herricht in der Hauptrolle. Für viele seiner Filme verfasste er das Drehbuch selbst. So auch für den Fernsehfilm Effi Briest, einen seiner wichtigsten Filme. Die Serie Zur See entstand 1974 bis 1976 und war einer seiner größten Erfolge in der DDR.
Ab den 1980er-Jahren arbeitete er dann auch für das westdeutsche Fernsehen. Es entstanden Serien wie zum Beispiel Felix und zweimal Kuckuck, Die Wicherts von nebenan. Auch für Tatort, Polizeiruf 110, Ein Fall für zwei und Der Landarzt zeichnete er als Regisseur verantwortlich.
Wolfgang Luderer wohnte in Kleinmachnow. Er starb im März 1995 im Alter von 70 Jahren an den Folgen eines Verkehrsunfalls. Seine Grabstätte befindet sich auf dem Waldfriedhof Kleinmachnow.

## Filme (Auswahl)
- 1955: Vom Wendelstein zur Neuenburg
- 1956: Drei Mädchen im Endspiel
- 1958: Weimarer Pitaval: Der Fall Saffran
- 1958: Opfer, Ausstrahlung des Fernsehspiels wurde wegen pazifistischer Tendenz am 7. Mai 1958 von der Intendanz verboten
- 1958: Weimarer Pitaval – Der Fall Böhme
- 1959: Weimarer Pitaval – Der Fall Jörns
- 1959: Weimarer Pitaval: Der Fall Wandt
- 1959: Weimarer Pitaval – Der Fall Marloh
- 1959: Weimarer Pitaval: Der Fall Harry Domela
- 1959: Fernsehpitaval: Der Fall Jakubowski
- 1960: Fernsehpitaval: Der Fall René Levacher alias…
- 1960: Fernsehpitaval: Der Fall Haarmann
- 1960: Fernsehpitaval: Der Fall Hugo Stinnes jr.
- 1960: Fernsehpitaval: Der Fall Hoefle
- 1960: Fernsehpitaval: Der Fall Dibelius – Schnoor
- 1961: Fernsehpitaval: Der Fall Denke
- 1962: Fernsehpitaval: Auf der Flucht erschossen
- 1962: Weimarer Pitaval – Der Fall Hellseher Drost
- 1962: Wohl dem, der lügt
- 1962: Eine Nacht und kein Morgen
- 1963: Bonner Pitaval: Die Affäre Heyde-Sawade
- 1963: Gold für USA
- 1965: Der Reserveheld
- 1965: Die Mutter und das Schweigen
- 1966: Pitaval des Kaiserreiches: Die Ermordung des Rittmeisters von Krosigk
- 1966: Pitaval des Kaiserreiches: Der Prozeß gegen die Gräfin Kwilecki
- 1966: Pitaval des Kaiserreiches – Die Synagoge brennt
- 1966: Pitaval des Kaiserreiches – Der Skandal um Herrn Leberecht von Kotze
- 1966: Pitaval des Kaiserreichs – Justizmord in Elberfeld
- 1966: Lebende Ware
- 1967: Meine Freundin Sybille
- 1967: Geschichten jener Nacht (Episode 2–3, als Darsteller)
- 1967: Fernsehpitaval – Der Fall der Ulmer Reichswehroffiziere
- 1968: Alchimisten
- 1968: Der Mord, der nie verjährt
- 1969: Tolle Tage
- 1970: Effi Briest
- 1970: Fernsehpitaval – Sprechen Sie zur Sache, Angeklagte
- 1971: Das letzte Wort (dreiteiliger Kriminalfilm)
- 1972: Fernsehpitaval – Der Fall Deckers
- 1973: Polizeiruf 110: Siegquote 180
- 1974: Wenn das Diplomatie ist
- 1973: Fernsehpitaval – Als entlastet eingestuft. Der Fall des Staatsanwalts Meerstrom
- 1974: Fernsehpitaval – Das Geständnis
- 1974: Fernsehpitaval – Die Aktfotos
- 1975: Fernsehpitaval – Watergate (1): Der Einbruch beim Psychiater
- 1975: Fernsehpitaval – Watergate (2): Die Lawine rollt
- 1977: Zur See
- 1980: Radiokiller
- 1981: Die Gerechten von Kummerow
- 1982: Ein Fall für zwei: Überstunden
- 1983: Tatort: Fluppys Masche
- 1984: Familie Neumann (Fernsehserie)
- 1985: Tatort: Schmerzensgeld
- 1986: Neumanns Geschichten (Fernsehserie)
- 1987: Der Landarzt
- 1987: Die Erbschaft
- 1989: Forsthaus Falkenau (Folge 1–6 der 1. Staffel)
- 1991: Die Wicherts von nebenan (eine Staffel)
- 1992: Tatort: Verspekuliert
- 1995: Tatort: Mordauftrag
- 1995: Stubbe – Von Fall zu Fall – Stubbes Erbschaft

## Auszeichnungen
- 1966: Silberner Lorbeer des Deutschen Fernsehfunks für Die Mutter und das Schweigen[6]